# حكومة أويحيى الأولى
حكومة أويحيى الأولى حكومة جزائرية تقلدت السلطة في الفترة الممتدة من 31 ديسمبر 1995 إلى غاية 10 يونيو 1997.
عُيّن أحمد أويحيى في 31 ديسمبر 1995، بينما كان تشكيل أعضاء الحكومة في 5 يناير 1996. استقال رئيس الوزراء في 10 يونيو 1997، بينما هو وحكومته بقيا يواصلان إدارة الشؤون الحالية حتى يتم تعيين الحكومة الجديدة.

## رئيس الحكومة
رئيس الوزراء (رئيس الحكومة ابتداءً من 28 تشرين الثاني / نوفمبر 1996): أحمد أويحيى

## الطاقم الوزاري
- وزير الدولة لرئاسة الجمهورية: مقداد سيفي

- وزير الخارجية: أحمد عطاف
- وزير العدل: محمد آدمي
- وزير الداخلية والجماعات المحلية والبيئة: مصطفى بن منصور
- وزير المالية: أحمد بن بيتور
  - حل محله عبد الكريم حرشاوي في 26 سبتمبر 1996
- وزير الصناعة وإعادة الهيكلة: مراد بن آشنهو
  - حل محله عبد السلام بوشار في 26 سبتمبر 1996
- وزير الطاقة والمناجم: عمار مخلوفي
- وزير المجاهدين: سعيد عبادو
- وزير التربية الوطنية: سليمان الشيخ
- وزير الاتصال والثقافة: ميهوب ميهوبي
- وزير التعليم العالي والبحث العلمي: أبو بكر بن بوزيد
- وزير الفلاحة والصيد البحري: نورالدين بحبوح
- وزير الصحة والسكان: يحيى قيدوم
- وزير العمل والحماية الاجتماعية والتكوين المهني: حسان العسكري
- وزير البريد والاتصالات: محند صالح يويو
- وزير الشؤون الدينية: احمد مراني
- وزير السكن: كمال حكيمي
- وزير التجهيز والتهيئة العمرانية: اسماعين دين
- وزير الشباب والرياضة: مولدي عيساوي
- وزير المؤسسات الصغيرة والمتوسطة: عبد القادر حميتو
- وزير التجارة: عبد الكريم حرشاوي
  - حل محله بختي بلعيب في 26 أيلول / سبتمبر 1996
- وزير السياحة والصناعة التقليدية: عبد العزيز بن مهيدي
- وزير النقل: السعيد بن داكير

- الوزير المنتدب لدى وزير المالية المكلف بالميزانية: علي براهيتي
- وزير منتدب لدى رئيس الحكومة، مكلف بالتخطيط: علي حمدي
  - انتهت مهام علي حمدي في 4 فبراير 1997
- وزيرة منتدبة لدى رئيس الحكومة المكلف بالتضامن الوطني العائلة: ربيعة مشرنن المولودة كرزابي
- وزير منتدب لدى رئيس الحكومة، الإصلاح الإداري والوظيف العمومي: عامر حركات
- كاتب للدولة لدى وزير الشؤون الخارجية، مكلفا بالتعاون والشؤون المغاربية: لحسن موساوي
- كاتب للدولة لدى وزير الشؤون الخارجية، مكلفا بالجالية الوطنية في الخارج: تيجيني صلاونجي
- كاتب للدولة لدى وزير العمل، مكلفا بالتكوين المهني: طاهر قاسي
- كاتب للدولة لدى وزير الفلاحة والصيد البحري، مكلفا بالصيد البحري: بوقرة سلطاني
- كاتب للدولة لدى وزير الداخلية والجماعات المحلية والبيئة المكلف بالبيئة: أحمد نوي